# Nespen
Nespen ist ein Ort von 106 Ortschaften der Gemeinde Reichshof im Oberbergischen Kreis im nordrhein-westfälischen Regierungsbezirk Köln in Deutschland.

## Lage und Beschreibung
Nespen liegt östlich der Wiehltalsperre, die nächstgelegenen Zentren sind Gummersbach (15 km nordwestlich), Köln (64 km westlich) und Siegen (39 km südöstlich).

## Geschichte

### Erstnennung
1416 wurde der Ort das erste Mal urkundlich erwähnt: „Pacen von den Espen heiratet den Wildenburger Hörigen Peter Keyser von Schönenbach.“ 
Die Schreibweise der Erstnennung war Espen.
| Bevölkerungsentwicklung | Bevölkerungsentwicklung |
| Jahr                    | Einwohner               |
| ----------------------- | ----------------------- |
| 1991                    | 114                     |
| 2005                    | 110                     |
| 2006                    | 111                     |
| 2008                    | 110                     |
| 2017                    | 111                     |
| 2018                    | 105                     |
| 2019                    | 91                      |